# Idiocelyphus bakeri
Idiocelyphus bakeri är en tvåvingeart som beskrevs av Malloch 1929. Idiocelyphus bakeri ingår i släktet Idiocelyphus och familjen Celyphidae.
Artens utbredningsområde är Filippinerna. Inga underarter finns listade i Catalogue of Life.